# 布蘭登堡邦旗
布蘭登堡邦旗是一面雙色旗，上方是紅色條紋，下方是白色條紋。中間是一面白色盾徽，內有紅色雄鷹。這面旗幟在1991年1月20日成為布蘭登堡的邦旗。